# دریاچه بارینگو
دریاچهٔ بارینگو، پس از دریاچهٔ تورکانا، شمالی‌ترین دریاچهٔ درهٔ کافتی کنیا به‌شمار می‌رود. این دریاچه با مساحتی در حدود ۱۳۰ کیلومتر مربع و ارتفاعی نزدیک به ۹۷۰ متر از سطح دریا، یکی از معدود دریاچه‌های آب شیرین منطقه است—در کنار دریاچهٔ نایواشا.
بارینگو از طریق چند رودخانه تغذیه می‌شود، از جمله رودهای مولُو، پرکِرا و اول آربِل. نکتهٔ جالب دربارهٔ این دریاچه، نبود خروجی سطحی آشکار برای آب است؛ به‌نظر می‌رسد آب از طریق رسوبات کف دریاچه، به سنگ‌بستر آتشفشانیِ شکستهٔ زیرین نفوذ می‌کند.
دریاچهٔ بارینگو در منطقه‌ای دورافتاده، گرم و غبارآلود در شمال کنیا واقع شده و زیستگاهی غنی برای بیش از ۴۷۰ گونه پرنده است. این تنوع چشمگیر، شامل گونه‌های بومی و مهاجر می‌شود و گاه فلامینگوهای مهاجر نیز در این پهنهٔ آبی دیده می‌شوند.
یکی از ویژگی‌های منحصربه‌فرد دریاچه، وجود بزرگ‌ترین کلونی حواصیل غول‌پیکر (Goliath Heron) در شرق آفریقاست. این کلونی بر روی جزیره‌ای سنگی به‌نام جبل‌الطارق (Gibraltar) در دل دریاچه قرار دارد و به‌عنوان یکی از مهم‌ترین زیستگاه‌های این پرندهٔ نادر شناخته می‌شود.
گزارش وجود دریاچهٔ بارینگو برای نخستین‌بار در حدود سال ۱۸۵۰ توسط دو مبلغ آلمانی، لودویگ کراپف و یوهانس ربمان، که در شهر ساحلی مومباسا مستقر بودند، به اروپا رسید. در نقشهٔ منابع رود نیل که جان هنینگ اسپیک در سال ۱۸۶۳ ترسیم کرد، دریاچهٔ بارینگو به‌اشتباه با خلیج کاویروندو در دریاچهٔ ویکتوریا یکی دانسته شده بود. بعدها، در نقشهٔ سر هنری مورتون استنلی در سال ۱۸۷۷، بارینگو به‌عنوان پهنه‌ای بزرگ از آب در شمال‌شرق دریاچهٔ ویکتوریا ترسیم شد.
در سال ۱۸۸۳، جوزف تامسون، کاوشگر اسکاتلندی، در جریان سفرش از سرزمین قوم ماسای، نخستین اروپایی‌ای بود که واقعاً دریاچه را مشاهده کرد و برداشت‌های اغراق‌آمیز پیشین دربارهٔ اندازهٔ آن را اصلاح نمود.
با این حال، سنت‌های بومیان منطقه حاکی از آن است که در گذشته، دریاچهٔ بارینگو وسعت بسیار بیشتری داشته و بخش‌های گسترده‌تری از دشت‌های اطراف را در بر می‌گرفته است. این روایت‌ها با شواهد زمین‌شناختی و رسوب‌شناسی نیز همخوانی دارد و نشان‌دهندهٔ تغییرات اقلیمی و هیدرولوژیکی درهٔ کافتی در طول هزاران سال است. 

## توضیحات
دریاچهٔ بارینگو بخشی از سامانهٔ زمین‌ساختی درهٔ کافتی شرق آفریقا (East African Rift System) است—یکی از بزرگ‌ترین شکست‌های زمین‌ساختی فعال روی کرهٔ زمین، که از دریای سرخ تا موزامبیک امتداد دارد.
در سمت غرب دریاچه، رشته‌تپه‌های توگن قرار گرفته‌اند؛ این ارتفاعات از سنگ‌های آتشفشانی و دگرگونی تشکیل شده‌اند و در واقع یک «بلوک گسلی بالا آمده» به‌شمار می‌روند که در اثر فعالیت‌های تکتونیکی از زمین بیرون زده‌اند. این تپه‌ها نه‌تنها از منظر زمین‌شناسی برجسته‌اند، بلکه برخی از مهم‌ترین فسیل‌های نخست‌انسان‌ها نیز در آن‌ها کشف شده‌اند.
در شرق دریاچه، سراشیبی لایکیپیا (Laikipia Escarpment) قرار دارد؛ دیواره‌ای تند و مرتفع که بخشی از لبهٔ گسلی درهٔ کافتی به حساب می‌آید و به‌طرز چشمگیری بر چشم‌انداز منطقه تسلط دارد.
دریاچهٔ بارینگو از طریق جریان‌هایی که از تپه‌های ماو (Mau Hills) و تپه‌های توگن سرچشمه می‌گیرند، تغذیه می‌شود. این دریاچه یکی از زیستگاه‌های کلیدی و پناهگاه‌های طبیعی برای بیش از ۵۰۰ گونهٔ پرنده و جانور است. برخی از پرندگان آبزی مهاجر که در این منطقه توقف می‌کنند، از نظر منطقه‌ای و جهانی اهمیت حفاظتی دارند.
در میان گونه‌های آبزی، بارینگو میزبان هفت گونه ماهی آب شیرین است. یکی از آن‌ها، زیرگونه‌ای بومی از تیلاپیای نیل به‌نام Oreochromis niloticus baringoensis است که تنها در این دریاچه یافت می‌شود. ماهیگیری در این دریاچه، نقشی مهم در توسعهٔ اجتماعی و اقتصادی محلی ایفا می‌کند.
علاوه بر این، منطقهٔ اطراف دریاچه زیستگاه گونه‌های متعددی از جانوران است، از جمله:
اسب آبی (Hippopotamus amphibius) تمساح نیل (Crocodylus niloticus) و شمار زیادی از پستانداران، دوزیستان، خزندگان و بی‌مهرگان‍